# にぃと
にぃと（1990年6月1日 - ）は、日本の漫画家・イラストレーター。山口県出身。女性。
主に青年誌やコミカライズ、ライトノベルの挿絵、成人向け漫画等で活動する。
大のゲーム好きであり、いろいろなゲームをプレイしている。現在Twitchで長時間配信をしている。

## 作品リスト

### 一般向け

#### 漫画作品（一般向け）
- 『まよチキ!』KADOKAWA（旧・メディアファクトリー）〈MFコミックス・アライブシリーズ〉全7巻（原作：あさのハジメ、『月刊コミックアライブ』2010年9月号 - 2014年1月号） - コミカライズ担当。
- 『冴えない彼女の育てかた 〜egoistic-lily〜』KADOKAWA（旧・角川書店）〈カドカワコミックス・エース〉全3巻（原作：丸戸史明、『ヤングエース』2013年3月号 - 2014年6月号） - コミカライズ担当。
- 『槍の勇者のやり直し』KADOKAWA〈MFコミックス〉全11巻（原作：アネコユサギ、『ComicWalker』2017年8月21日 - 2023年1月26日） - コミカライズ担当。
- 『追放された名家の長男 〜馬鹿にされたハズレスキルで最強へと昇り詰める〜』KADOKAWA〈MFコミックス〉既刊3巻（原作：岡本剛也、『Comic Walker』2023年7月28日 - ） - コミカライズ担当。

#### イラスト
- 不戦無敵の影殺師（著：森田季節、ガガガ文庫、2014年）挿絵担当
- 美人上司とダンジョンに潜るのは残業ですか？（著：七菜なな、NOVEL 0、2017年）挿絵担当
- 娘が一人の女として迫ってくるので本気で困る（著：急川回レ、NOVEL 0、2018年）挿絵担当
- 学内評価AAAの彼女らがソロ活ぼっちの俺をダンジョンに誘うわけ（著：七菜なな、角川スニーカー文庫、2020年）挿絵担当
- グリザイアの楽園 （テレビアニメ、2015年）第8話エンドカード
- ご注文はうさぎですか？ （テレビアニメ、2014年）第6羽エンドカード

### 成人向け

#### 漫画作品（成人向け）
- ミハルデレ（『COMIC X-EROS』Vol.19 2014年7月号） - 単行本未収録。
- カリンデレ（『COMIC X-EROS』Vol.21 2014年9月号） - 『ヒミツデレ』に収録。
- アキナデレ（『COMIC X-EROS』Vol.25 2015年1月号） - 『ヒミツデレ』に収録。
- セバスデレ（『COMIC X-EROS』Vol.26 2015年2月号） - 『ヒミツデレ』に収録。
- セバスデレ？（『COMIC X-EROS』Vol.28 2015年4月号） - 単行本未収録。
- カノ×2デレ（『COMIC X-EROS』Vol.37 2016年1月号） - 『ヒミツデレ』に収録。
- エリエデレ（『COMIC E×E』Vol.1〈2016年〉） - 『ヒミツデレ』に収録。
- ビビデレ（『COMIC E×E』Vol.2〈2016年〉） - 『ヒミツデレ』に収録。
- ヒミツデレ（『COMIC E×E』Vol.3〈2016年〉） - 『ヒミツデレ』に収録。
- シズクデレ①（『COMIC E×E』Vol.4〈2016年1〉） - 『ヒミツデレ』に収録。
- シズクデレ②（『COMIC E×E』Vol.6〈2017年〉） - 『ヒミツデレ』に収録。
- オヨメデレ（『ヒミツデレ』2017年） - 単行本描き下ろし。
- セバスデレアフター（『ヒミツデレ』2017年） - 単行本描き下ろし。

#### 書籍
- 『ヒミツデレ』ジーオーティー〈GOTコミックス〉、2017年7月18日初版発行（2017年6月30日発売[2]）、ISBN 978-4-8148-0035-3